# Hansenium gilbertense
Hansenium gilbertense är en kräftdjursart som först beskrevs av Nordenstam 1946.  Hansenium gilbertense ingår i släktet Hansenium och familjen Stenetriidae. Inga underarter finns listade i Catalogue of Life.